# Herm
Herm, najmanji otok iz skupine Kanalskih otoka otvoren za posjetitelje. Automobili su zabranjeni. Za razliku od Sarka, i bicikli su zabranjeni, osim za lokalno stanovništvo, koje smije koristiti i traktore.
Otok je dug oko 1 km, a široko oko 2 km. Ukupna površina iznosi 2 kilometra kvadratna. Sjeverni je dio prekriven pješčanim plažama, dok je južni brdovit. Gospodarstvo se temelji na turizmu kao i na prodaji posebnih poštanskih maraka. Na otoku nema poreza.
Po podacima iz 2002., na Hermu živi 60 stanovnika.

## Vanjske poveznice
- Službena stranica
- Prezentacija Herma